# Alonso Sánchez Coello
Ne doit pas être confondu avec Alonso Sánchez de Huelva.
Pour les articles homonymes, voir Coello.
Alonso Sánchez Coello (1531-1532, Benifairó de les Valls, près de Valence – 8 août 1588 à Madrid), est un peintre espagnol de la Renaissance qui fut élève d'Antonio Moro. Peintre à la cour de Philippe II, il est principalement connu pour ses portraits qui combinent l'objectivité flamande à la sensualité vénitienne.

## Biographie
Alonso Sánchez Coello naît à Benifairó de les Valls, près de Valence, en Espagne. Il y reste jusqu'à la mort de son père, qui survient alors qu'Alonso est âgé d'environ dix ans. Il part pour le Portugal en 1541 ou 1542 pour vivre chez son grand-père, qui grâce à ses services auprès de la couronne portugaise, y avait gagné ses titres de noblesse. On a longtemps cru que Coello était portugais, justement parce qu'il a passé ces plusieurs années au Portugal et parce que son nom est d'origine portugaise.
Vers 1550, Alonso est envoyé par le roi Jean III de Portugal en Flandres pour étudier auprès du peintre Anthonis Mor, sous la protection du cardinal de Granvelle.

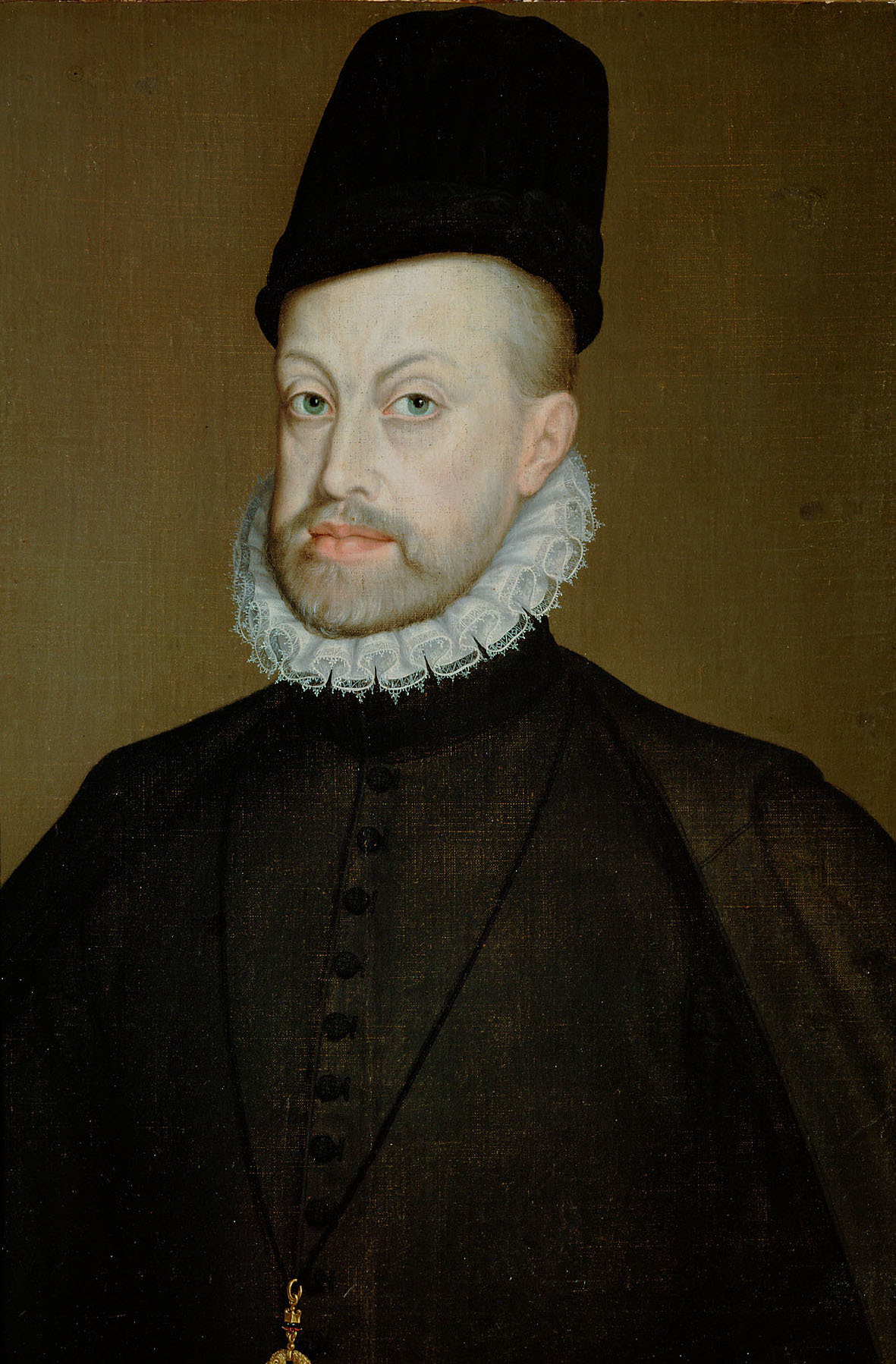
Portrait de Philippe II, vers 1568

En 1552, Charles Quint commissionne Anthonis Mor de se rendre à Lisbonne pour y peindre la famille royale portugaise, et Alonso l'y accompagne. Quelques années durant, Sánchez Coello travaille à la cour de l'héritier du trône, le prince Jean de Portugal.
À la mort du prince en 1554, Sánchez Coello est appelé à la cour de Philippe II, sur recommandation de Jeanne d'Autriche, veuve du prince et sœur du roi d'Espagne. En 1555, Sánchez Coello se trouve à Valladolid, où il travaille pour la cour d'Espagne.
Sánchez Coello devient peintre officiel de la cour en 1560. Il déménagera avec la cour à Tolède puis à Madrid en 1561.
C'est dans la nouvelle capitale qu'il effectuera le reste de sa carrière. Il réalise de nombreux ouvrages religieux pour la plupart des palais de la ville, notamment l'Escurial, et des églises. Philippe II, qui l'estime beaucoup, le désigne comme parrain de deux de ses filles. En tant que favori, il reçoit de nombreux honneurs et récompenses.
Parmi ses disciples, on compte Juan Pantoja de la Cruz et Felipe de Liaño (en). Lope de Vega fait l'éloge de Coello dans son poème Laurier d'Apollon (en espagnol : Laurel de Apolo).
Alonso Sánchez Coello meurt à Madrid le 8 août 1588.

## Œuvres
Coello a réalisé des portraits et des œuvres de peinture religieuse, mais c'est principalement à ses portraits qu'il doit sa renommée. Ils sont caractérisés par une aisance dans la pose et l'exécution, de la dignité et de la sobriété dans les représentations et des tons chauds. Bien qu'influencés par Mor et Titien, ces portraits font montre d'une réelle originalité et de talent, qui reflètent admirablement la modestie et l'austérité de la cour d'Espagne. Les portraits de Philippe II (vers 1580) et de l'infante Isabelle-Claire-Eugénie (1571), tous deux au Prado de Madrid, font partie de ses meilleures œuvres. Sánchez Coello a également réalisé une série de portraits assez émouvante des enfants de Philippe II. L'extrême délicatesse de l'enfance adoucit l'étiquette rigide et la mode austère de la cour : le double portrait des infantes Isabelle-Claire-Eugénie et Catherine-Michelle  (1568-1569, au monastère des Déchaussées royales) en est un bon exemple. 
Coello est un suiveur de Titien, et, comme lui, il excelle dans les portraits et les personnages seuls, en jouant sur les textures des armures, des draperies et des autres accessoires, ce qui aura une influence remarquable sur le style de Velázquez. Il allie la précision dans la représentation d'Anthonis Mor aux tonalités dorées du Titien, et à sa générosité dans le travail et à son utilisation de la lumière sur la toile. Les apports de Coello au genre du portrait de cour sont un sens très développé de la couleur, du croustillant dans l'exécution et un réalisme accru.
Il n'y a pas de biographie de ce peintre, et on confond encore plusieurs de ses œuvres avec celles de son disciple, Juan Pantoja de la Cruz, ou celles — contemporaines — de Sofonisba Anguissola. De plus sa réputation de portraitiste a été ternie par l’attribution faite à lui d'innombrables copies et imitations.
Les œuvres religieuses, créées en grande partie pour l'Escurial, sont considérés que de bons exemples du style austère, plus conventionnel, comme, par exemple, le saint Sébastien conservé à l'église Saint-Jérôme-le-Royal de Madrid.
On attribue aussi à Coello une vue topographique du port de Séville au Musée de l'Amérique de Madrid.

## Quelques œuvres
- Le Prince Don Carlos, 1555-1559, huile sur toile, 109 × 95 cm, musée du Prado, Madrid
- Jeanne d'Autriche, princesse du Portugal, portrait à l'âge de 22 ans avec un chien danois, 1557, huile sur toile, 180 × 112 cm, musée d'Histoire de l'art, Vienne.
- Don Juan d'Autriche à quatorze ans, 1560, huile sur toile, 144 × 69,2 cm, musée Soumaya, Mexico.
- Isabelle de Valois, reine d'Espagne, v. 1560, toile, 163 × 91 cm, musée d'Histoire de l'art, Vienne[6]
- Sébastien Ier de Portugal, v. 1562, collection privée.
- La Dame à l'éventail, v. 1570-1573, huile sur panneau, 62,6 × 55 cm, musée du Prado, Madrid.
- Anne d'Autriche, reine d'Espagne, 1571, huile sur toile, 176 × 98 cm, musée d'Histoire de l'art, Vienne.
- L'Infant Ferdinand, prince des Asturies, v. 1575, huile sur toile, 58 × 46 cm, Walters Art Museum.
- Sébastien Ier de Portugal (1554-1578), roi du Portugal, avec l'ordre de la Croix du Christ, v. 1575, huile sur toile, 65 × 51 cm, musée d'histoire de l'Art, Vienne.
- Les infantes Isabelle-Claire-Eugénie et Catherine-Michelle, 1575, huile sur toile, 135 × 149 cm, musée du Prado, Madrid[7].
- La Dame à l'hermine, 1577-1579, huile sur toile, 79,8 × 65,7 cm, Pollok House, Glasgow[8].
- Portrait de l'infante Isabelle Claire Eugénie, 1579, Musée du Prado.
- Portrait de l'Infante Catalina d'Autriche, 1582-1585, huile sur toile, 70 × 50 cm, musée de l'Ermitage, Saint-Pétersbourg[9].

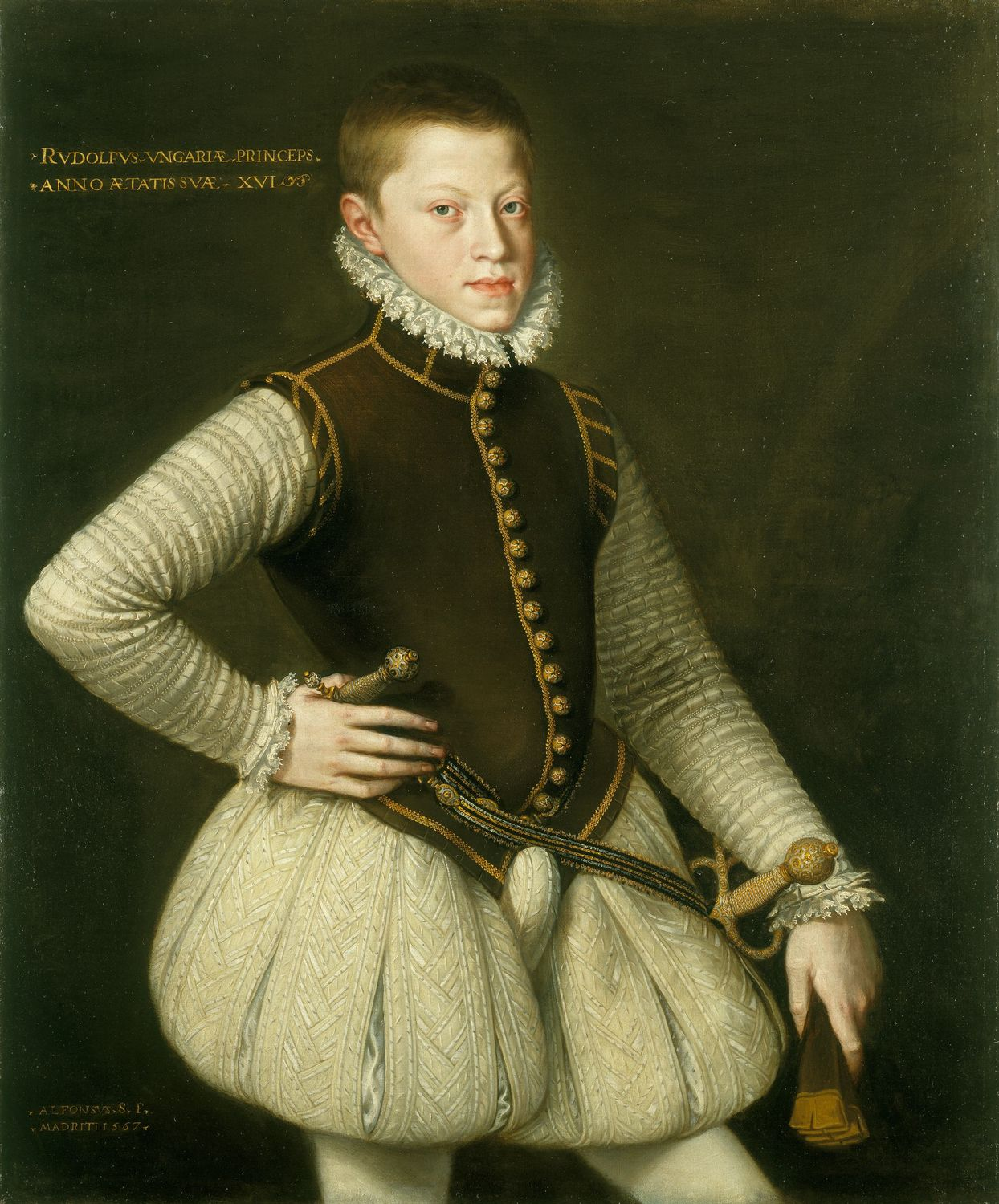
L'Archiduc Rodolphe, futur Rodolphe II du Saint-Empire, 1567
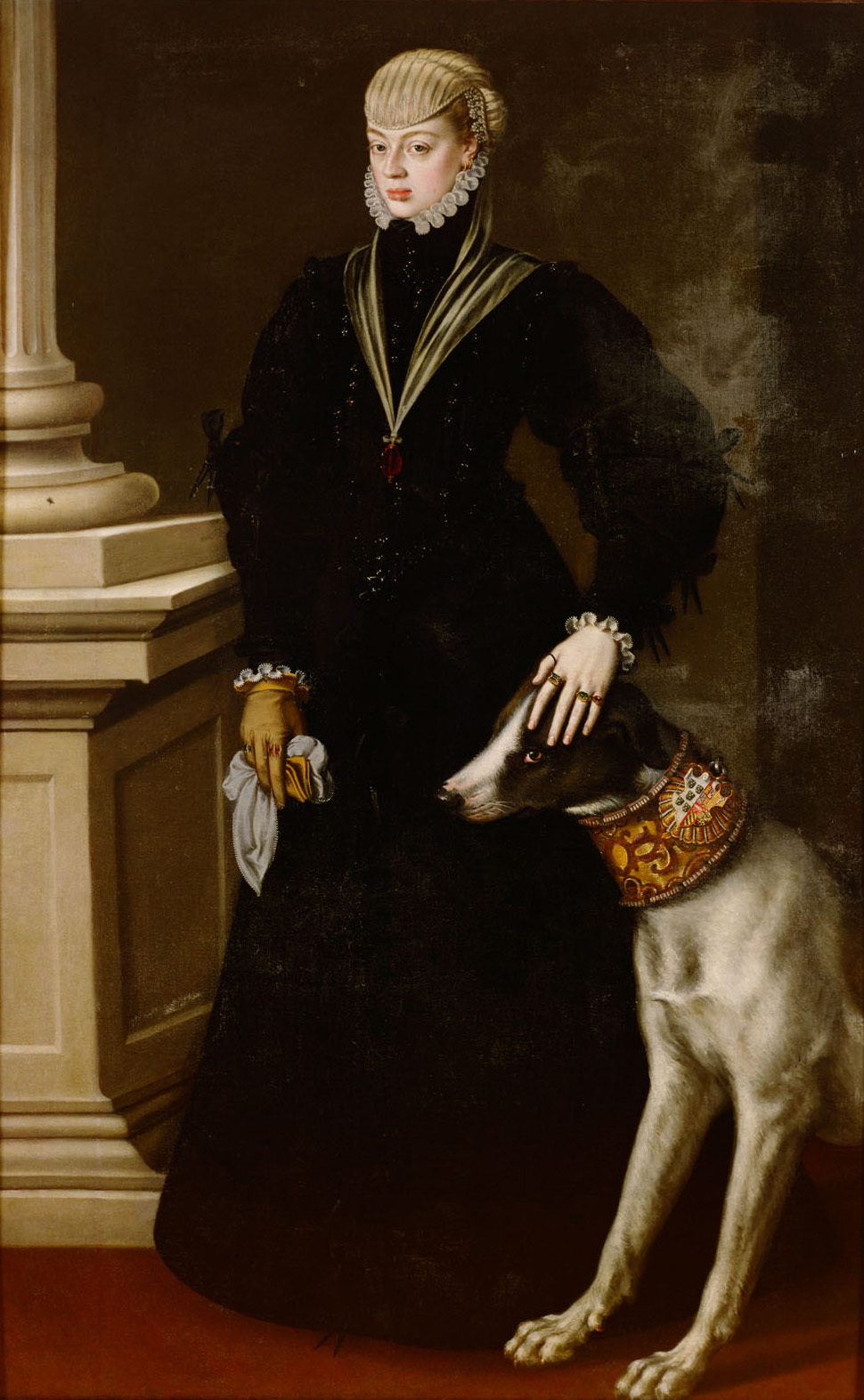
Jeanne d'Autriche, v. 1557, musée d'histoire de l'art de Vienne
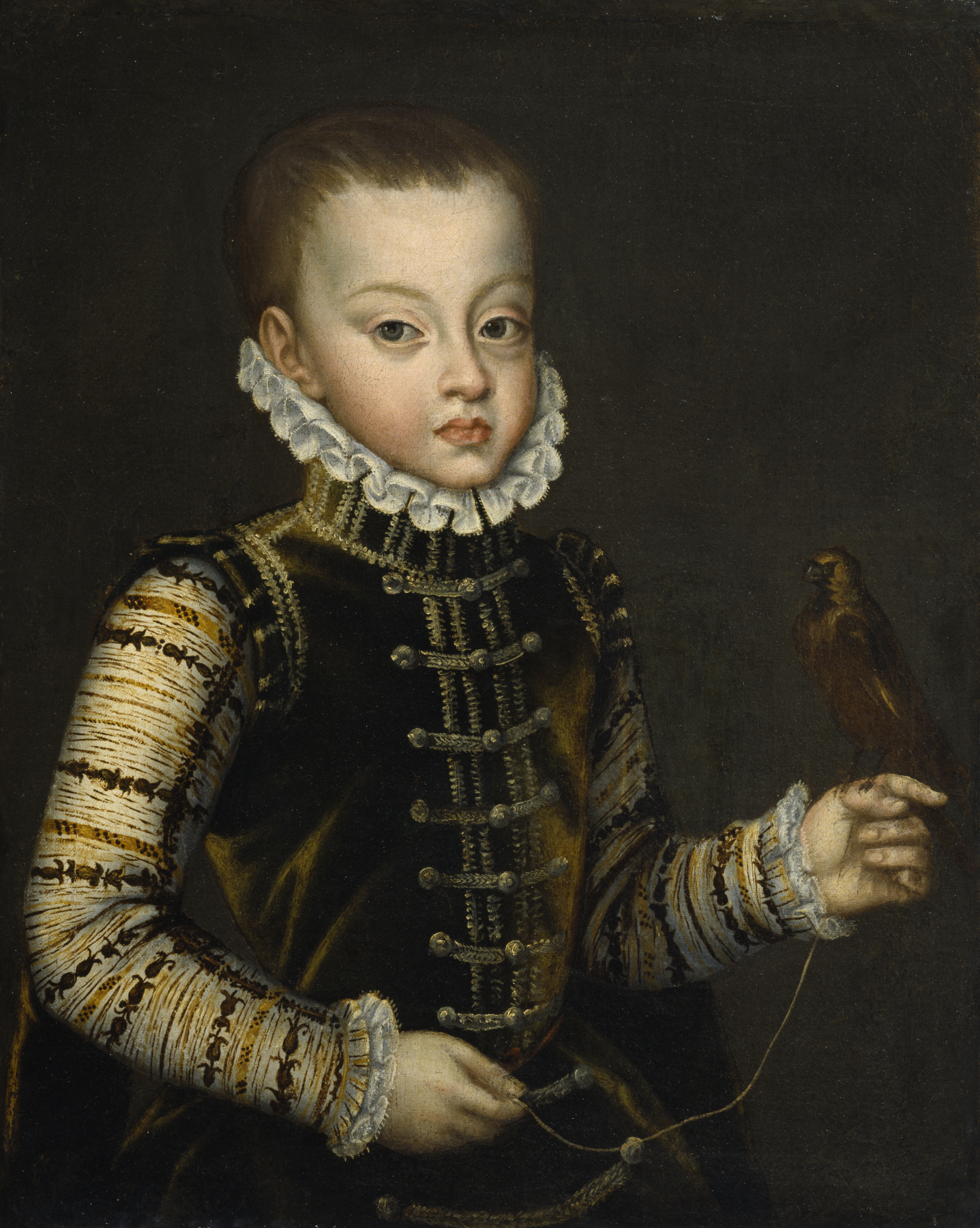
Ferdinand, prince des Asturies vers 1575, Walters Art Museum
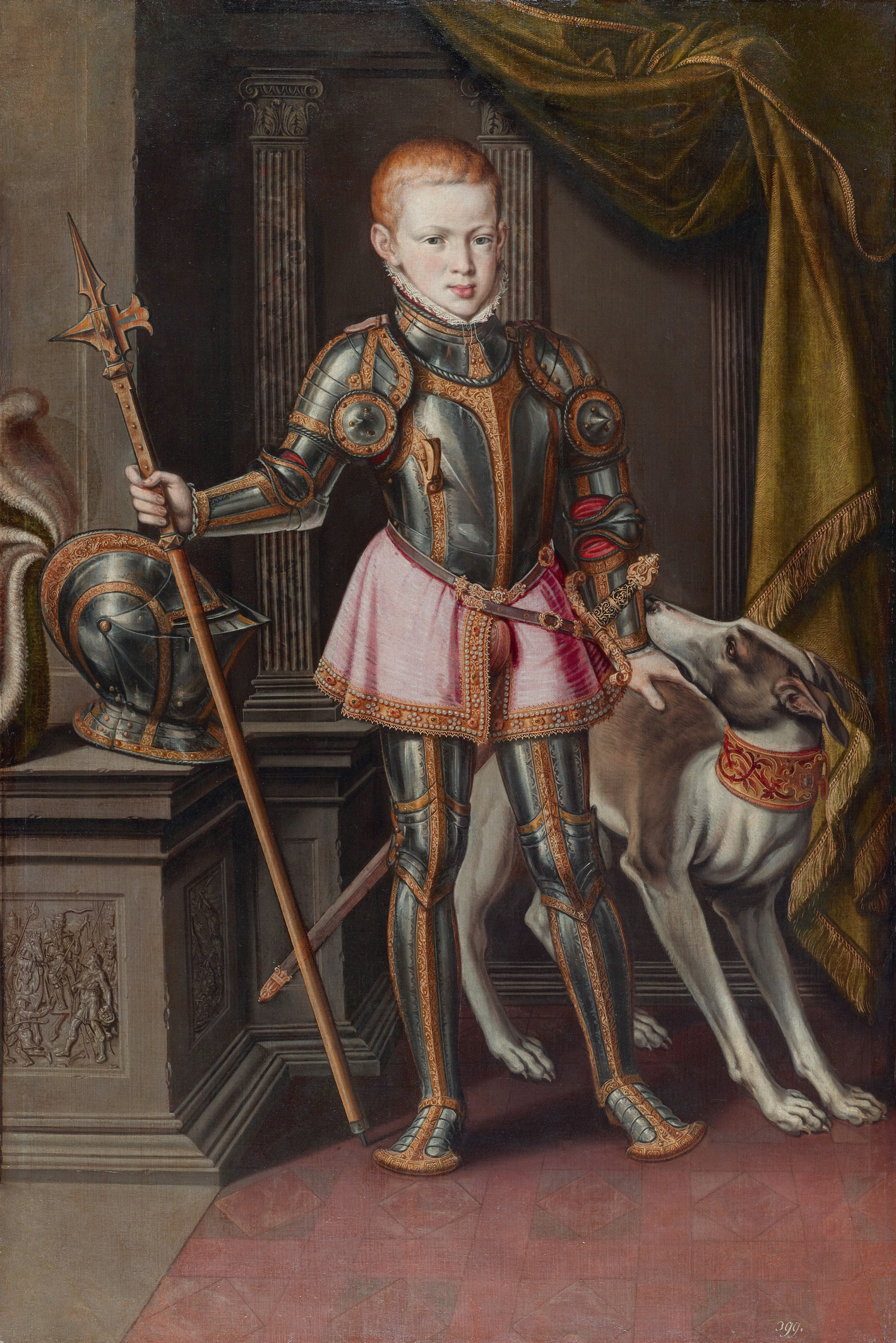
Sébastien Ier de Portugal, coll. privée, vers 1562
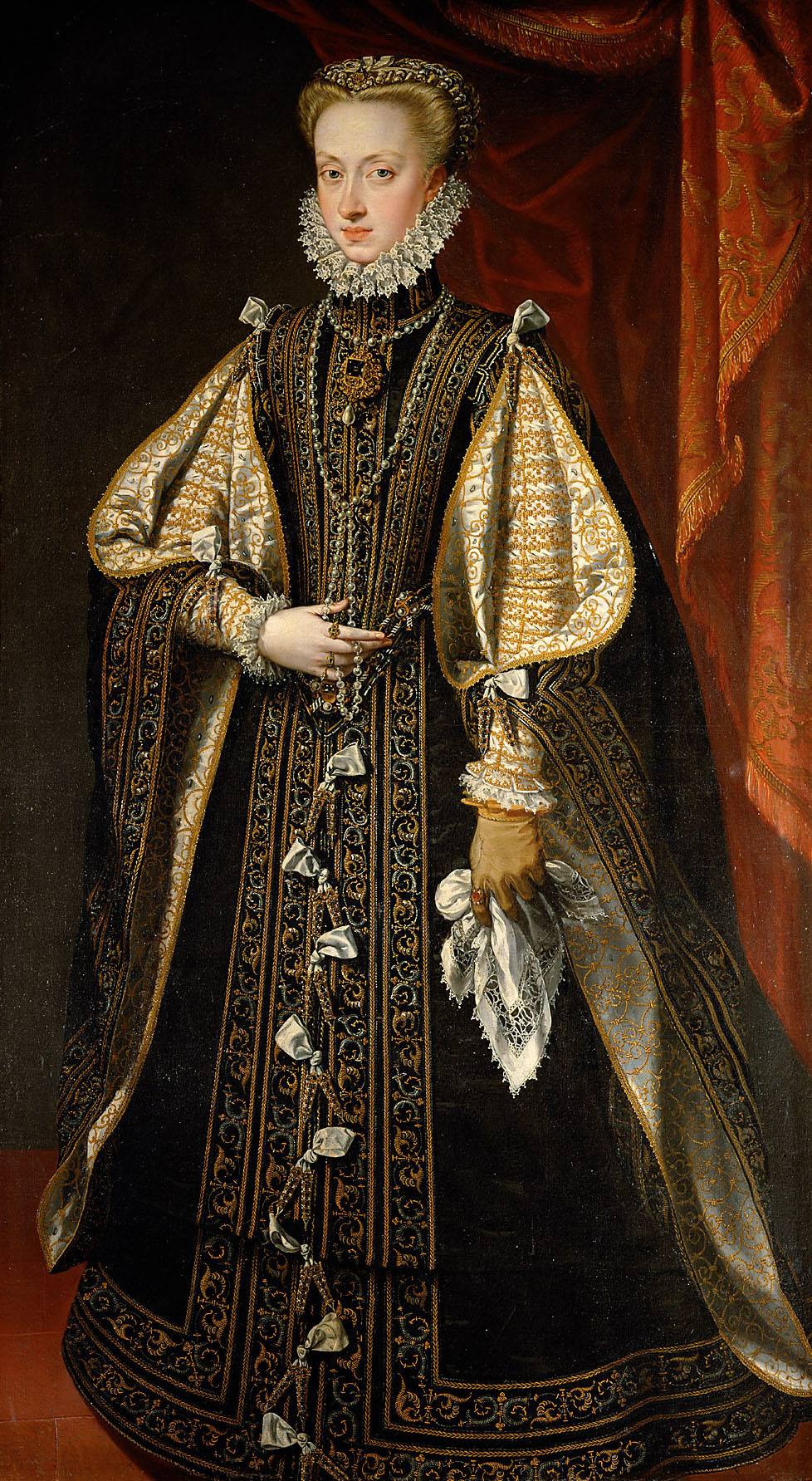
Anne d'Autriche, 1571, musée d'histoire de l'art de Vienne
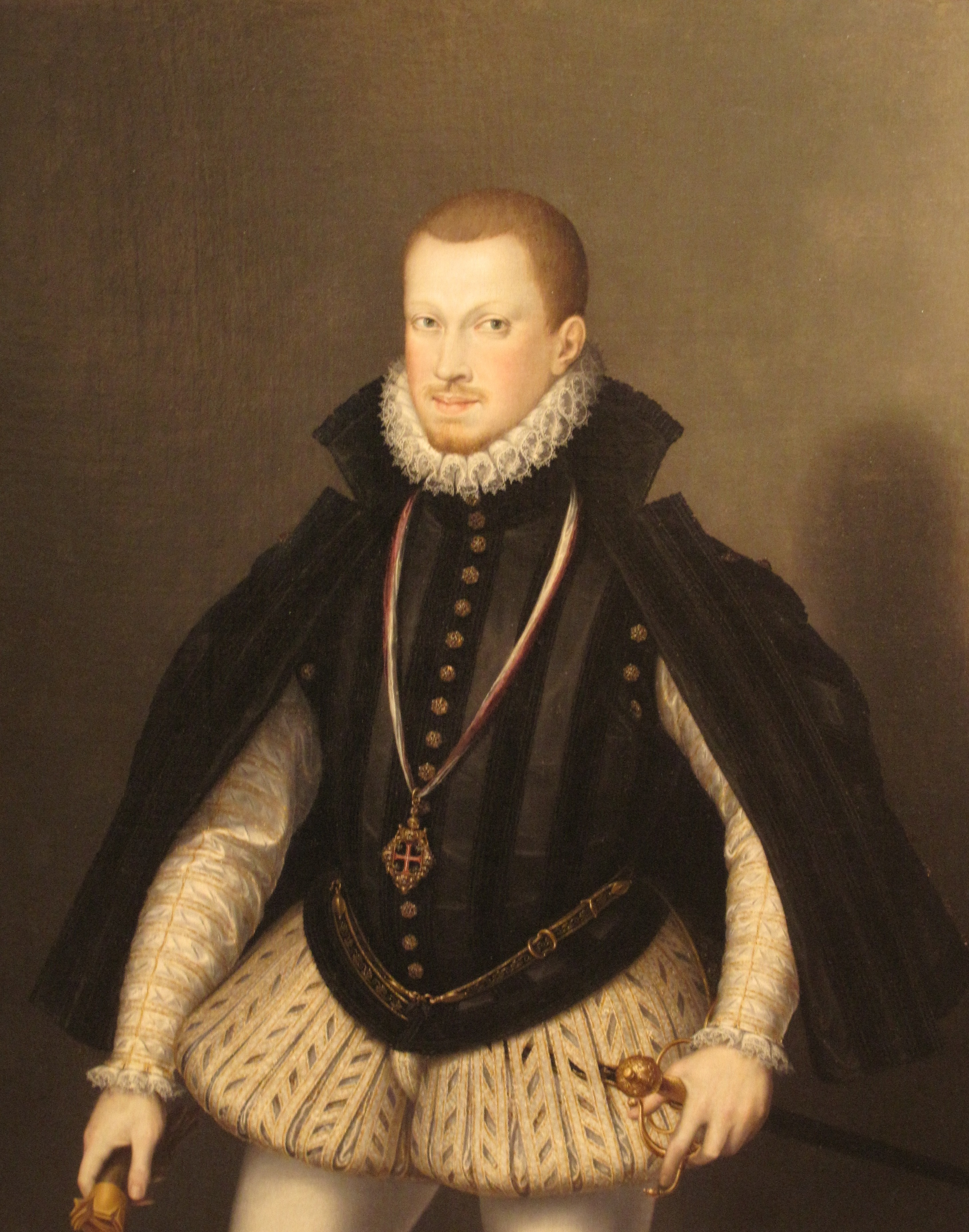
Sébastien Ier de Portugal, 1575, musée d'histoire de l'art de Vienne

## Famille
Alonso Sánchez Coello épouse Louisa Reyaltes, fille d'un orfèvre, à Valladolid, en 1560 ou en 1561. Le couple a sept enfants. Leur fille Isabel Sánchez (1564–1612) deviendra peintre dans l'atelier de son père.